# Корнеед-крестоносец
Корнеед-крестоносец, или усач крестоносец, (лат. Dorcadion equestre) — вид жесткокрылых из семейства усачей.

## Описание
Длина тела самцов 13—20 мм, самок 13—22 мм. Голова сильно втянута в переднегрудь, с нежной продольной бороздкой или линией, лежащей на темени. Лоб покрыт более или менее крупными, неправильной формы и довольно густыми точками. Темя в крупной, морщинистой пунктировке. Усики у самцов в достигают начала вершинной трети надкрылий, а у самок немного не достигают их середины. Переднеспинка не длиннее своей ширины, всегда относительно поперечная, выпуклая. Её боковые бугры у самцов большие, шипы на них хорошо развитые, обычно длинные и заметные. Надкрылья у самцов широкие и слабо вытянутые, к основанию слабо суженные. У самок надкрылья очень широкие, округленно суженные.
Усики и ноги черные. Голова покрыта в белых или грязно-белых, либо буроватых волосках. Переднеспинка покрыта бурыми волосками, не образующими сплошного покрова, но расположенными более или менее пятнисто. Надкрылья в темно-буром, чёрно-буром или почти черном волосяном покрове с белой или грязно-белой крестообразной фигурой. Данный рисунок надкрылий очень сильно изменчив. Многие формы свойственны обоим полам.

## Ареал
Молдавия, Украина, Крым, далее по средней полосе России до Волги на востоке и северных окраин северокавказских степей на юге. На севере ареал доходит до Чернигова и окрестностей Курска; на Черноморском побережье Кавказа найден в Гагре. В Западной Европе вид широко распространен в Румынии, Болгарии и далее на юг, включая южную Грецию, Сербию, Македонию, обитает в Венгрии (в пограничных с Румынией местностях). Также ареал охватывает Малую Азию (преимущественно в северной части) и Турцию.

## Биология
Населяет степи, полустепи, толоки, межи, участки с хорошо прогреваемой солнцем почвой и негустой травянистой растительностью и редким кустарником. Жуки могут встречаться на распаханных землях. На Балканском полуострове, в Крыму и в Малой Азии обитает также в горах, но на небольших высотах. Обычный вид в местах, не подвергающихся антропогенному воздействию. Жуки встречаются с середины апреля (на юге ареала — с конца марта) до конца мая, запоздавшие особи могут встречаться и в июне. Генерация двухлетняя. Личинки развиваются в почве, питаются корнями злаковых растений, при распашке целинных земель переходят к питанию корнями культурных злаков.

## Охрана
Вид включён в Красную книгу Украины и Молдавии.